# Osiedle Generała Grota Roweckiego
Osiedle Generała Grota Roweckiego – osiedle nr IV miasta Rzeszowa. Dnia 28 grudnia 2010 r. liczyło 8065 mieszkańców, a według stanu na dzień 10 maja 2019 r. osiedle zamieszkiwały 7374 osoby. Według stanu na 31 października 2019 r. osiedle liczyło 7303 mieszkańców,  natomiast dnia 18 lutego 2021 r. osiedle liczyło 7121 mieszkańców.  
Obecne granice osiedla to: poczynając od mostu zamkowego na rzece Wisłok do Placu Śreniawitów i dalej numery nieparzyste przy ul. J. Dąbrowskiego do skrzyżowania z ul. W. Pola, wzdłuż tej ulicy aż do skrzyżowania z ul. Hetmańską, dalej wzdłuż ul. Hetmańskiej do skrzyżowania z Al. Powstańców Warszawy, a następnie biegnie w stronę rzeki Wisłok, która wyznacza ostatnią naturalną granicę. Z racji swojej lokalizacji osiedle jest doskonale skomunikowane z innymi częściami miasta. Ulica Dąbrowskiego jest początkiem drogi wylotowej na południe w kierunku przejścia granicznego w Barwinku i dalej Słowacji.
Kursuje tu wiele linii autobusowych rzeszowskiego Miejskiego Przedsiębiorstwa Komunikacyjnego.
Na terenie osiedla gen. Grota Roweckiego znajduje się kilka placówek:
- edukacyjnych: Przedszkole Publiczne nr 5 (Lenartowicza 13), Szkoła Podstawowa nr 17 (Bulwarowa 3) oraz Zespoły Szkół Mechanicznych (Hetmańska 45a) i Plastycznych (Staszica 16a);
- zdrowotnych: SPZOZ nr 1 (tzw. „ubezpieczalnia” przy ul. Czackiego 2), Przychodnia POZ nr 2 (należy do NZOZ „Sokrates” – Hetmańska 21), Centrum Medyczne Pro-Familia (Podpromie 8), kilka przychodni stomatologicznych oraz 8 aptek;
- sportowo-rekreacyjnych: Stadion Miejski z boiskiem piłkarskim i torem żużlowym (Hetmańska 69) oraz Hala Sportowo-Widowiskowa (Podpromie 10);
- wystawienniczych: Galeria Miejska Zespołu Szkół Plastycznych w Rzeszowie.

Rada Osiedla Gen. Grota Roweckiego w Rzeszowie ma swoją siedzibę w Rzeszowie przy ul. Bulwarowej 2 (parter budynku MZBM ROM3).